# تريسي كاميلا جونز
تريسي كاميلا جونز (بالإنجليزية: Tracy Camilla Johns)‏ هي ممثلة أمريكية، ولدت في 12 أبريل 1963 بكوينز في الولايات المتحدة.

## وصلات خارجية
- تريسي كاميلا جونز على موقع IMDb (الإنجليزية)
- تريسي كاميلا جونز على موقع ألو سيني (الفرنسية)
- تريسي كاميلا جونز على موقع قاعدة بيانات الفيلم (الإنجليزية)
- تريسي كاميلا جونز على موقع كينوبويسك (الروسية)